# Brightwell Baldwin
Brightwell Baldwin is een civil parish in het bestuurlijke gebied South Oxfordshire, in het Engelse graafschap Oxfordshire met 208 inwoners.